# Bénye
Bénye is een plaats (község) en gemeente in het Hongaarse comitaat Pest. Bénye telt 1249 inwoners (2001).